# Chrysotus divergens
Chrysotus divergens är en tvåvingeart som beskrevs av Octave Parent 1941. Chrysotus divergens ingår i släktet Chrysotus och familjen styltflugor. Inga underarter finns listade i Catalogue of Life.